# USA:s armé
Förenta staternas armé (engelska: United States Army), är det i personal räknat största vapenslaget av USA:s väpnade styrkor och som har det primära ansvaret att tillhandahålla markstridskrafter inom USA:s försvarsdepartement. 
Från och med 2004 består den av 494 295 soldater i den reguljära armén, 342 918 i arménationalgardet och 204 134 i den federala arméreserven.

## Historik
Den moderna amerikanska armén har sina rötter i de skyttekompanier som kontinentalkongressen beviljande uppförandet av den 14 juni 1775, före USA:s självständighetsförklaring utropats för att möta kraven från det som skulle bli den Amerikanska revolutionen. Kongressen skapade amerikanska armén den 3 juni 1784 efter slutet av amerikanska revolutionen för att ersätta den upplösta kontinentalarmén. Armén i stort, liksom infanteriet som truppslag, anser sig dock vara en linjär efterföljare till den kontinentala armén och daterar därför sitt ursprung därav.
1812 års krig utkämpades mot Storbritannien i vilket USA försökte erövra Brittiska Nordamerika (nuvarande Kanada) i tre olika försök men hindrades i samtliga. Britterna svarade med en invasion i vilken Storbritanniens armé brände ned Washington i augusti 1814, inklusive Kapitolium och Vita huset. Under amerikanska inbördeskriget brukar USA:s armé ibland benämnas som Nordstatsarmén (eller också Unionsarmén) för att särskilja den från motståndaren, Sydstatsarmén, som slogs för utbrytarstaten Amerikas konfedererade stater. Slaget vid Gettysburg i juli 1863 var det blodigaste under det amerikanska inbördeskriget och nämns ofta, tillsammans med belägringen av Vicksburg, som krigets vändpunkt varefter nordsidans vinst blev ett ofrånkomligt faktum. 1800-talet kännetecknas också av att president Andrew Jacksons med lagstöd och armén tvångsförflyttade delar av ursprungsbefolkningen till väster om Mississippifloden (Tårarnas väg) och av de lågintensiva Indiankrigen i landets västra delar.
Krigsministern var ansvarig för armén och medlem av presidentens kabinett från 1789 fram till 1947 då 1947 års nationella säkerhetsakt antogs som ligger till grund för dagens försvarsorganisation där armén ingår i USA:s försvarsdepartement och samtidigt knoppades flygvapnet av från armén och blev en egen försvarsgren.

## Organisation
| ”                                              | I allmänhet omfattar armén, organiserad inom armédepartementet, markstrids- och stödtrupper, samt sådant flyg och sjötransportväsen som är organiskt däri. Den ska vara organiserad, utbildad och utrustad primärt för omedelbar och ihållande strid som följer med markstridsoperationer. Den är ansvarig för förberedelse av markstridskrafter som är nödvändiga för effektivt bedrivande av krig förutom vad som eljest anvisats och, i överensstämmelse med integrerade samfällda mobiliseringsplaner, för en utvidgning av arméns fredstida beståndsdelar för att möta krigets behov. | „ |
| – Titel 10 United States Code Sektion 3062 (b) | |   |

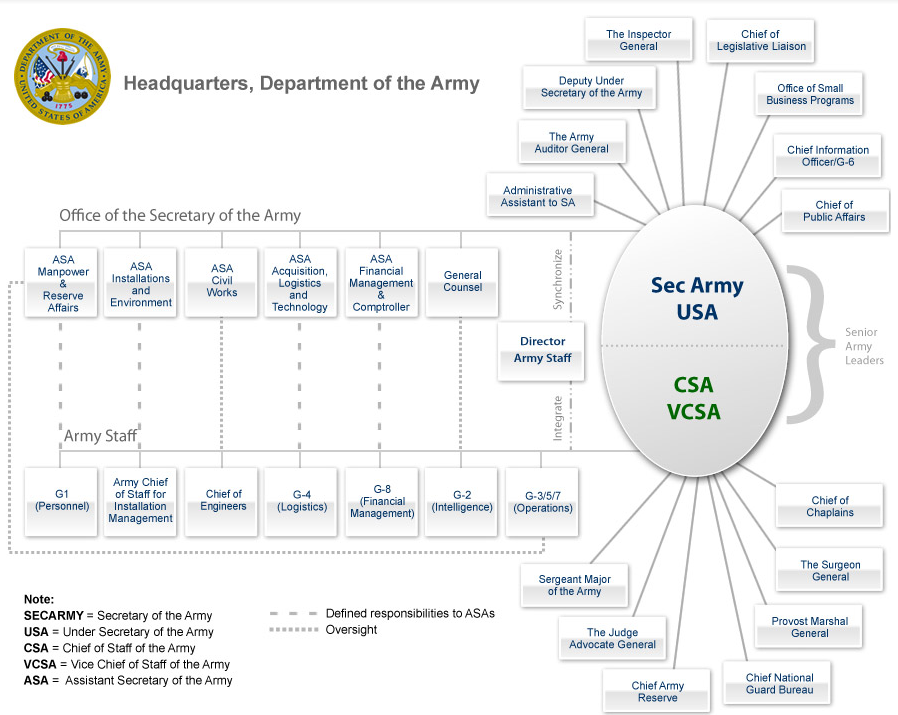
Organisationsschema som beskriver arméns högkvartersorganisation.

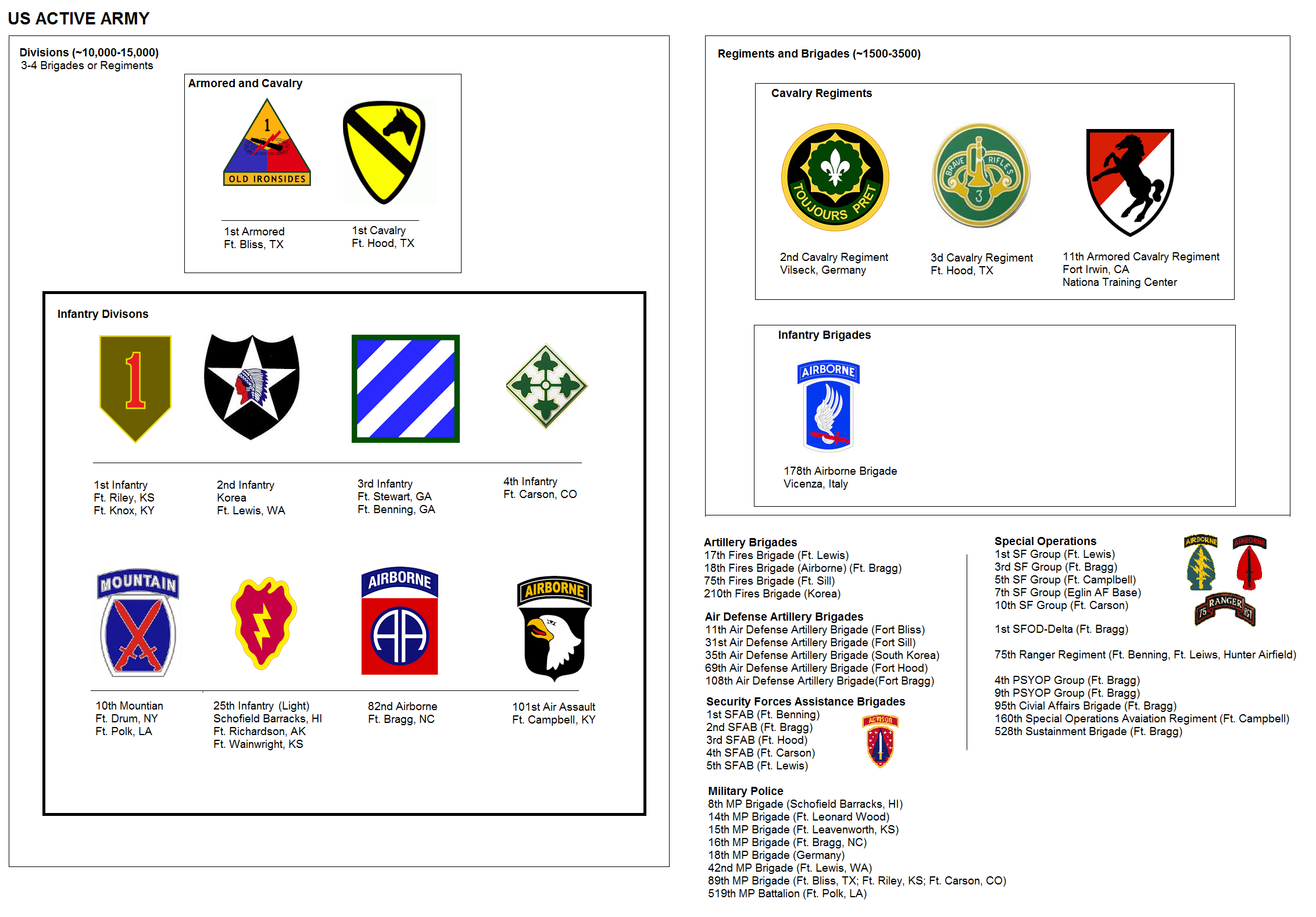
Divisioner och brigader i aktiv tjänst.

Armén är en integrerad del av armédepartementet (Department of the Army), som i sin tur är ett av tre militärdepartement inom försvarsdepartementet (Department of Defense). Chef för armén sedan 1947 är arméministern (Secretary of the Army), en civilist som utnämns av presidenten med senatens råd och samtycke. Arméministern är underställd försvarsministern (Secretary of Defense) och ansvarar inför denne att armén har krigsdugliga och funktionella förband redo för insatser.
Yrkesofficeraren på aktiv stat med högst rang i armén är arméstabschefen (Chief of Staff of the Army) som biträder arméministern, samt är medlem av Joint Chiefs of Staff som under försvarschefens (Chairman of the Joint Chiefs of Staff) ordförandeskap fungerar som yrkesmilitära rådgivare till presidenten, försvarsministern och nationella säkerhetsrådet. Arméstabschefen biträds av en vice arméstabschef som också är en 4-stjärnig general. Arméstabschefen presiderar över arméstaben som bland annat inkluderar ingenjörskårens chef (Chief of Engineers), generalprofossen (Provost Marshal General), generalläkaren (Surgeon General of the Army) och generalauditören (Judge Advocate General of the Army).

### Högkvarter
Arméhögkvarteret (Headquarters, Department of the Army) består av två stabsorganisationer:
- Arméministerns kansli (Office of the Secretary of the Army)[10]
- Arméstaben (The Army Staff)[9][11]

#### Arméns huvudkommandon
| Vapensköld | Namn                               | Förkortning | Beskrivning                                                     | Upprättat | Högkvarter                 |
|            | Army Forces Command                | FORSCOM     | Samordning av arméns stridskrafter.                             | 1973      | Fort Bragg, North Carolina |
|            | Army Futures Command               | AFC         | Konceptutveckling och forskning.                                | 2018      | Austin, Texas              |
|            | Army Materiel Command              | AMC         | Ackvirering, förvaltning och viss tillverkning av armémateriel. | 1962      | Redstone Arsenal, Alabama  |
|            | Army Training and Doctrine Command | TRADOC      | Utbildning och utveckling av doktriner.                         | 1973      | Fort Eustis, Virginia      |

#### Arméns komponentkommadon
| Vapensköld | Namn                                                          | Förkortning     | Beskrivning                                                                         | Upprättat | Högkvarter                                          |
|            | Army Central/3rd Army                                         | USARCENT        | Armékomponenten till United States Central Command.                                 | 1982      | Shaw Air Force Base, South Carolina                 |
|            | Army Cyber Command                                            | ARCYBER         | Armékomponenten till United States Cyber Command                                    | 2010      | Fort Gordon, Georgia                                |
|            | Army Europe and Africa/7th Army                               | USAREUR-AF      | Armékomponent till United States European Command & United States Africa Command.   | 1943      | Lucius D. Clay Kaserne, Wiesbaden, Hessen, Tyskland |
|            | Army North/5th Army                                           | USARNORTH       | Armékomponenten till United States Northern Command.                                | 1946      | Fort Sam Houston, Texas                             |
|            | Army Pacific                                                  | USARPAC         | Armékomponenten till United States Indo-Pacific Command                             | 2000      | Fort Shafter, Hawaii                                |
|            | Army Space and Missile Defense Command/Army Strategic Command | USASMDC/ARSTRAT | Armékomponenten till United States Space Command & United States Strategic Command. | 1997      | Redstone Arsenal, Alabama                           |
|            | Army Special Operations Command                               | USASOC          | Armékomponenten till United States Special Operations Command.                      | 1989      | Fort Bragg, North Carolina                          |
|            | Army South/6th Army                                           | USARSO          | Armékomponenten till United States Southern Command.                                | 1986      | Joint Base San Antonio, Texas                       |
|            | 8th U.S. Army                                                 | EUSA            | USA:s arméstridskrafter i Sydkorea.                                                 | 1944      | Camp Humphreys, Sydkorea                            |

#### Direktrapporterande enheter
| Vapensköld | Namn                                                                                    | Förkortning | Beskrivning | Upprättat   | Högkvarter                            |
|            | Arlington National Cemetery United States Soldiers' and Airmen's Home National Cemetery |             | Två begravningsplatser i Washingtons storstadsområde | 1864 & 1861 | Arlington, Virginia                   |
|            | Army Acquisition Support Center                                                         | USAASC      | Upphandlingsstöd | 2002        | Fort Belvoir, Virginia                |
|            | Army Civilian Human Resources Agency                                                    | CHRA        | Human resources för civilanställda |             | Aberdeen Proving Ground, Maryland     |
|            | Army Corps of Engineers                                                                 | USACE       | Arméns ingenjörskår, har även ansvar för kanaler, vattenvägar och översvämningsskydd i USA                                                                                   | 1775        | Washington, DC                        |
|            | Army Criminal Investigation Command                                                     | USACIDC     | Arméns kriminalpolis | 1971        | Marine Corps Base Quantico, Virginia  |
|            | United States Army Human Resources Command                                              | HRC         | Human resources för militär personal | 2003        | Fort Knox, Kentucky                   |
|            | Army Intelligence and Security Command                                                  | INSCOM      | Arméns underrättelse- och säkerhetstjänst | 1977        | Fort Belvoir, Virginia                |
|            | Army Medical Command                                                                    | MEDCOM      | Arméns medicinska kommando | 1994        | Joint Base San Antonio, Texas         |
|            | Army Military District of Washington                                                    | MDW         | Försvar av huvudstaden, tillhandahåller musikkår och ceremoniförband samt övergripande samordning av de väpnade styrkornas deltagande i statsceremonier i huvudstadsområdet. | 1921        | Fort Lesley J. McNair, Washington, DC |
|            | Army Test and Evaluation Command                                                        | ATEC        | Testning och utvärdering av materiel | 1999        | Alexandria, Virginia                  |
|            | Army War College                                                                        | AWC         | Arméns krigshögskola för högre militär undervisning | 1901        | Carlisle, Pennsylvania                |
|            | United States Military Academy                                                          | USMA        | Arméns officershögskola, mer känd som West Point. | 1802        | West Point, New York                  |

### Anläggningar

#### Fabriksanläggningar
- Joint Systems Manufacturing Center – Lima

#### Förvaringsdepåer
- Hawthorne Army Depot
- Sierra Army Depot

#### Skjutfält
- White Sands Missile Range

## Gradbeteckningar och uniformer
| Till vänster: Soldater som bär Army Combat Uniform (ACU) med kamouflagemönstret Operational Camouflage Pattern (OCP).Till höger: Soldater i Army Greens, daglig dräkt från 2020.  |  | Till vänster: Soldater som bär Army Combat Uniform (ACU) med kamouflagemönstret Operational Camouflage Pattern (OCP).Till höger: Soldater i Army Greens, daglig dräkt från 2020. |
| Till vänster: Soldater som bär Army Combat Uniform (ACU) med kamouflagemönstret Operational Camouflage Pattern (OCP). Till höger: Soldater i Army Greens, daglig dräkt från 2020. |  | |

Det nuvarande stridsuniformen heter  Army Combat Uniform (ACU) och har ett kamouflagemönster som heter Operational Camouflage Pattern (OCP). OCP ersatte 2019 ett pixelmönstrat kamouflagemönster vid namn Universal Camouflage Pattern (UCP), som inte hade visat sig vara särdeles effektivt i Afghanistankriget.
UCP hade 2005 ersatt ett annat kamouflagemönster, Woodland från 1980-talet som bars på den tidigare stridsuniformen Battle Dress Uniform (BDU). För ökenterräng fanns även parallellt Desert Combat Uniform (DCU) som infördes strax efter det första Gulfkriget. 
Den 11 november 2018, meddelande armén att en ny daglig dräkt (Army Greens), som i färg och utformning har sin förelaga i den uniform som användes av armén under andra världskriget, successivt kommer att tas i bruk, med start under sommaren 2020. Den tidigare dagliga dräkten från 2010, Army Service Uniform, kommer fortsatt finnas kvar som paraddräkt.

## Materiel

### Nuvarande
| Handeldvapen Pistol M9 M11 Kulsprutepistol Heckler & Koch MP5 Automatkarbin M4A1 FN SCAR Hagelgevär Benelli M4 Super 90 Kulspruta M2 Browning Prickskyttegevär Heckler & Koch HK417 Barrett M82 Granatspruta Mk 19 Granatspruta M203 ( granattillsats ) Pansarvärnsvapen AT4 M3 MAAWS | - M109 haubits - M270 MLRS | - HMMWV - M939 - Heavy Expanded Mobility Tactical Truck - Oshkosh M-ATV |  |

### Historiskt
| - Colt M1911 - M1903 Springfield - M1 Garand - M14 (gevär) - M16 (automatkarbin) | - AH-1 Cobra - UH-1 Iroquois | - M60 Patton |

## Armén i populärkultur

Rekryteringsaffisch för USA:s armé med nationalpersonifikationen Onkel Sam som användes i båda världskrigen. Förebilden var en rekryteringsaffisch för den brittiska armén med Lord Kitchener.

### Spelfilm
- Vingarna (1927)
- Härifrån till evigheten (1953)
- Den längsta dagen (1962)
- 12 fördömda män (1967)
- De gröna baskrarna (1968)
- Fästningen i Ardennerna (1969)
- M*A*S*H (1970)
- Patton – Pansargeneralen (1970)
- En bro för mycket (1977)
- Apocalypse (1979)
- Plutonen (1986)
- Hamburger Hill (1987)
- Fire Birds (1990)
- Forrest Gump (1994)
- Outbreak – i farozonen (1995)
- Beslut utan återvändo (1996)
- I sanningens namn (1996)
- Den tunna röda linjen (1998)
- Pentagon Wars (1998)
- Rädda menige Ryan (1998)
- Generalens dotter (1999)
- Three Kings (1999)
- Tigerland (2000)
- Black Hawk Down (2001)
- Pearl Harbor (2001)
- We Were Soldiers (2002)
- Basic (2003)
- Home of the Brave (2006)
- Stop-Loss (2008)
- Inglourious Basterds (2009)

### TV-serier
- M*A*S*H (1972–1983)
- Pluton B i Vietnam (1987-1990)
- Band of Brothers (2001)
- The Unit (2006–2009)
- Army Wives (2007-)